# Medaglia commemorativa del 40º di regno di Ranieri III
La medaglia commemorativa del 40° di regno di Ranieri III (in francese: Medaille pour le quarantième anniversaire de regne de Rainier III) era un'onorificenza del Principato di Monaco, attualmente cessata in concessione.

## Storia
La medaglia è stata istituita nel 1989 per celebrare i 40 anni di ascesa al trono del principe Ranieri III di Monaco.

## Assegnazione
Essa è stata concessa al personale in servizio o di riserva del servizio d'emergenza, delle forze armate che hanno completato cinque anni di servizio regolare al 1989 nonché ai membri della famiglia reale.

## Insegne
- La medaglia è composta da un disco circolare d'argento sostenuto al nastro tramite la corona principesca di Monaco, sempre in argento. Sul fronte della medaglia si trova il ritratto del sovrano rivolto verso destra ed attorniato dalla dicitura "RAINIER III • PRINCE DE MONACO • 1989". Sul retro si trova invece lo stemma del principato con sovrapposto il monogramma personale del principe Ranieri, il tutto attorniato dalla scritta "QUARANTIÈME ANNIVERSAIRE DE REGNE" e, sotto lo stemma, dalle due date dell'anniversario "1949-1989".
- Il nastro è bianco scaglionato di rosso.